# Politique à Saint-Martin
Pour un article plus général, voir Saint-Martin.
 (décembre 2019).

## Situation politique
L'UMP est divisée. Louis-Constant Fleming, chef du parti, a gagné les élections en 2007, mais un certain nombre de ses colistiers ont décidé de le quitter, c'est le cas notamment de Louis Jeffry, Daniel Gibbs et Marthe Ogoundélé.
Aux élections territoriales de 2007, Louis-Constant Fleming, à la tête d'une liste Union pour le Progrès qui n’est pas officiellement estampillée UMP, obtient 2 829 voix au 1er tour, soit 1 100 voix de moins que Nicolas Sarkozy.
Le groupe Union pour le Progrès au conseil territorial avec 16 élus sur 23 a éclaté au cours de la première mandature.
Le premier conflil est provoqué par l’arrêt du Conseil d’État destituant Louis-Constant Fleming de la présidence du conseil territorial en juin 2008 avec inéligibilité au conseil territorial.
La première dissidence a été consécutive à la désignation de Frantz Gumbs contre Marthe Ogoundélé le 7 août 2008 pour la présidence du conseil territorial. La première vice-présidente claquait la porte, tandis que Frantz Gumbs récupérait sur ses épaules le fardeau du pôle éducation formation jeunesse.
Sénateur d’outre-mer d’une circonscription minuscule avec 24 grands électeurs, "il règne en suzerain sur une île confetti dont sa famille possède la plus grande part du foncier constructible." Louis-Constant Fleming.
Au deuxième semestre 2010, le groupe Union pour le Progrès a connu un nouvel éclatement. Contestation de Jean David Richardson concernant les insuffisance du budget pour la jeunesse et le sport en septembre 2010, puis éviction de Louis-Constant Fleming de la présidence de la Semsamar. Échec de Daniel Gibbs pour faire valoir un projet de développement du front de mer avec des investisseurs du Québec, puis éviction de son portefeuille au pôle économique et constitution d’un groupe Union pour la Démocratie pour dorénavant porter ses ambitions aux élections territoriales de 2012.

### Instabilité de gouvernance
Les élections au sein de cette toute jeune collectivité territoriale, créée seulement en juillet 2007, ont été l'objet de plusieurs annulations par le Conseil constitutionnel ou le Conseil d'État. Ainsi, quatre présidents se sont succédé à la tête du conseil territorial depuis sa mise en place. En 2008, Louis-Constant Fleming est déclaré inéligible pour douze mois pour avoir oublié d'ouvrir un compte de campagne ; cette action déstabilise la majorité qui se déchire jusqu'à perdre les élections de 2012. Le 12 avril 2013, le Conseil d'État déclare l'inéligibilité pour dix-huit mois d'Alain Richardson, pour avoir utilisé un deuxième compte de campagne en dollars. Trois candidats aux élections législatives de 2012 sont aussi déclarés inéligibles en avril 2013 pour un an en raison de l'invalidation de leurs comptes de campagne par le Conseil constitutionnel :  Louis Jeffry et Louis Mussington.

## Personnalités politiques

### Louis-Constant Fleming
Louis-Constant Fleming est membre de l'UMP et dirige le parti local Union pour le progrès. Il a été conseiller régional de Guadeloupe de 1986 à 1992, puis conseiller général de Guadeloupe de 1992 à 1998 et à nouveau de 2004 à 2007. Il conduit en 2007 la liste Union pour le progrès et devient, du 15 juillet 2007 au 25 juillet 2008, le premier président du conseil territorial de Saint-Martin. Il est déclaré inéligible à ce poste pour un an. 
Le 21 septembre 2008, il est élu sénateur de Saint-Martin. Aux élections territoriales de 2012, il conduit la liste Union pour le progrès qui ne peut se maintenir au 2e tour.

### Frantz Gumbs
Frantz Gumbs  été élu conseiller territorial de Saint-Martin le 8 juillet 2007 au conseil territorial de Saint-Martin sur la liste Union pour le progrès conduite par Louis-Constant Fleming. Quand Louis-Constant Fleming démissionne du fait de son invalidation, Frantz Gumbs est élu le 7 août 2008 président du conseil exécutif de Saint-Martin. Son élection comme président est invalidée mais il est réélu le 5 mai 2009 président du conseil exécutif.
Il se présente aux élections territoriales de 2012 sur la liste Union pour le progrès conduite par Louis-Constant Fleming. Cette liste ne peut se maintenir au 2e tour.

### Louis Jeffry
Louis Jeffry a été élu au conseil territorial de Saint-Martin sur la liste Union pour le progrès conduite par Louis-Constant Fleming (UMP). Il a été conseiller territorial du 8 juillet 2007 au 25 mars 2012 et vice-président du conseil de 2008 à 2012.
Il est secrétaire général du mouvement Génération solidaire et a conduit la liste Génération solidaire aux élections territoriales de 2012 à Saint-Martin.
Il est candidat divers droite aux élections législatives de 2012 dans la nouvelle circonscription regroupant les collectivités de  Saint-Barthélemy et Saint-Martin. Arrivé en 5e position, il est, le 11 avril 2013, déclaré inéligible pour une durée d'un an par le Conseil constitutionnel, pour avoir déposé son compte de campagne hors délais.

### Louis Mussington
Louis Mussington est né le 9 novembre 1961. Il est enseignant.
Il crée en 1996 avec Alain Richardson et Sujah Reiph le Movement of advancement of the people. Il est élu en 1998 conseiller général de Guadeloupe sur le canton de Saint-Martin-1 succédant à Louis-Constant Fleming. C'est au titre de conseiller général, que Louis Mussington fait partie des cinq personnes auditionnées entre le 29 juin et le 10 juillet 1999 par la mission sur le projet de loi d'orientation pour l'outre-mer conduite par le député Jérôme Lambert (commission des lois constitutionnelles, de la législation et de l'administration générale de la République). Il avait également été auditionné dans le cadre de l'avis présenté le 14 octobre 1999 par le député Jérôme Lambert sur le projet de loi de finances pour 2000 (tome concernant l'outre-mer).
Il est suppléant du député Victorin Lurel pendant 10 ans du 19 juin 2002 au 20 juin 2012.
Il est élu conseiller régional de Guadeloupe le 28 mars 2004 à l'occasion des élections régionales.
En 2007, le MAP choisit Alain Richardson, pour conduire la liste Rassemblement Responsabilité Réussite (RRR) aux élections territoriales. La liste RRR obtient 31,90 % au 1er tour et 42,16 % au 2e tour. Louis Mussington devient conseiller territorial de Saint-Martin. Mais très vite, des dissensions apparaissent entre le MAP et Alain Richardson. En septembre 2007, il démissionne de sa fonction de conseiller régional de Guadeloupe en raison de son cumul de mandats avec sa fonction de conseiller territorial de Saint-Martin.
Il devient président le 10 décembre 2010 de la commission sur le bilinguisme de la collectivité territoriale et est reconnu comme un fin connaisseur des langues parlées à Saint-Martin.
Il est élu le 17 décembre 2010 président de la Semsamar, société d'économie mixte chargée d'opérations d'aménagement et d'équipement à Saint-Martin, en Guadeloupe et en Guyane,.
Louis Mussington est désigné en novembre 2011 coordonnateur à Saint-Martin pour la campagne de François Hollande. Il conduit la liste du MAP aux élections territoriales de 2012, mais la liste ne recueille que 7,43 % au 1er tour. Il se présente aux élections législatives de 2012 sur la circonscription de Saint-Barthélemy et Saint-Martin. Il est soutenu notamment par Victorin Lurel. Il obtient 16,73 % au 1er tour et ne peut se maintenir au second tour. Il n'appelle à voter ni pour Daniel Gibbs, ni pour Guillaume Arnell. Il est, le 11 avril 2013, déclaré inéligible pour une durée d'un an par le Conseil constitutionnel, pour avoir dissimulé une somme de 450 euros lors de sa campagne.

### Marthe Ogoundélé-Tessi
Marthe Ogoundélé-Tessi, née Marthe January, est née en 1964. Elle est titulaire d'un master de gestion et d’administration des établissements du système éducatif de l’ESEN et de l'IAE de Poitiers, d'un DEA de sciences appliquées au développement local à Tours et d'une maîtrise d’administration économique et sociale de l’Université de Tours. Elle est mariée et a deux enfants. Elle a été élue au conseil territorial de Saint-Martin sur la liste Union pour le progrès conduite par Louis-Constant Fleming (UMP). Elle a été conseillère territoriale du 8 juillet 2007 au 25 mars 2012.
En 2012, elle a conduit la liste Saint-Martin pour tous aux élections territoriales de 2012 à Saint-Martin.

### Alain Richardson
En 1992, il s'implique dans la liste Saint-Martin Uni, qui se présente aux élections régionales de Guadeloupe. En 1995, avec le soutien d’autres jeunes Saint-Martinois engagés, Alain Richardson et Guillaume Arnell forment Ensemble pour Saint-Martin.
Il participe à la création en 1996 du Movement of advancement of the people (MAP) avec Louis Mussington et Sujah Reiph. En 2007, le MAP choisit Alain Richardson pour conduire la liste Rassemblement Responsabilité Réussite (RRR) aux élections territoriales. La liste RRR obtient 31,90 % au 1er tour et 42,16 % au 2e tour. Mais très vite des dissensions sont apparues entre le MAP et Alain Richardson. Une scission intervient courant 2007.
Alain Richardson conduit aux élections territoriales de 2012 la liste RRR. Elle obtient 34,13 % au 1er tour et 56,85 % au 2e tour. Il est élu le 1er avril 2012, président du conseil exécutif de la collectivité d'outre-mer de Saint-Martin.
Le 12 avril 2013, le Conseil d'État déclare son inéligibilité pour dix-huit mois, en raison de l'utilisation d'un deuxième compte de campagne en dollars. Il est remplacé à la tête de la collectivité de Saint-Martin par Aline Hanson.

### Robert Weinum
Robert Weinum décédé en novembre 2011 a été conseiller général de Guadeloupe de 1979 à 1998 du canton de Saint-Martin.

### Source
- Gilbert Blum, « Majorité dispersée », sur fr.jabiru-blog.com, Jabiru, 10 août 2011
- « Mussington coordonnateur de campagne pour Hollande », Fax Info, 7 décembre 2011 (consulté le 23 février 2012)
- Yvan Amar, « Quelle langue parle-t-on à Saint Martin, dans cette île des petites Antilles ? », sur rfi.fr, Entretien avec Louis Mussington et Robert Rodney, locuteurs de cette langue originale qu'est le saint-martinois, Radio France International, 1er mars 2012 (consulté le 8 juillet 2012)